# Суд (рассказ)
«Суд» — рассказ русского писателя XIX-XX века Антона Павловича Чехова, написанный в 1881 году и впервые опубликованный под псевдонимом «Антоша Чехонте» в четырнадцатом номере художественно-юмористического журнала «Зритель». Разрешение цензурного комитета было получено 23 октября.
Изначально рассказ вышел под заголовком «Сельские картинки». По мнению литературоведа Михаила Петровича Громова, Антон Павлович мог задумать цикл рассказов — «сельских картинок», но подобный замысел писателем не был осуществлён.
Из письма Чехова от 21 мая 1899 года следует, что рассказ планировалось опубликовать во втором томе собрания сочинений, издаваемых Адольфом Фёдоровичем Марксом. Для этого в произведение был внесён ряд стилистических правок. Были вырезаны побочные сюжетные мотивы. Некоторые персонажи были полностью исключены: дьякон, лавочник Минас Разбабай, приказчик, унтер-офицер, регент, урядник. Характеристики оставшихся персонажей претерпели некоторые изменения. Фельдшер Козьма Егоров становится лавочником, а его сын — писарь Митрофан — стал парикмахером Серапионом. Из-за сокращения числа действующих лиц отдельные реплики были переданы оставшимся персонажам. В ходе таких перемещений на первый план выходит жандарм, получивший большую часть реплик.
Язык персонажей изначально был более просторечным, с включением искаженных форм: «Я рассуждений длинных не обожаю…», «Я от вас, кроме серебристых да медюги, ничего не видал», «Отвечай обчеству!», «Надо в морда бить!» При переработке это тоже было исключено. Чтобы усилить безропотное «страдание за правду» главного героя рассказа, Антон Павлович вырезал протестующий монолог: «Терзайте! Вот моя грудь! <…> А ваше дело, Глеб Глебыч… цыц!».
Чтобы усилить сатирическую составляющую рассказа изначальная концовка, в которой главный герой «богатырем выходит из избы» была заменена на описание реакции жандарма на происходящее: «А жандарм Фортунатов долго потом ходит по двору, красный, выпуча глаза и говорил: — Ещё! Ещё! Так его!»